# 豪斯魯克山
48°6′21″N 13°28′7″E / 48.10583°N 13.46861°E

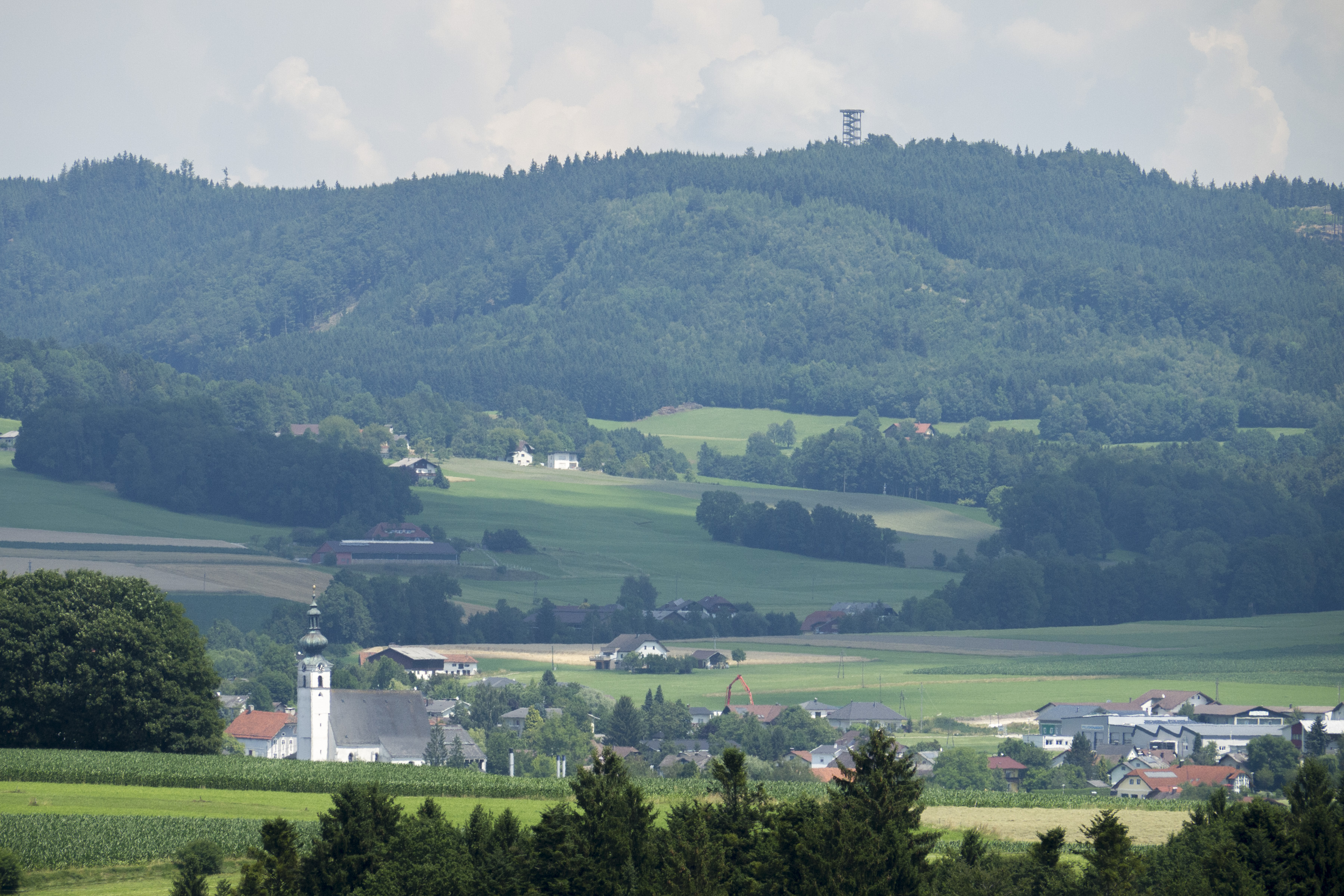

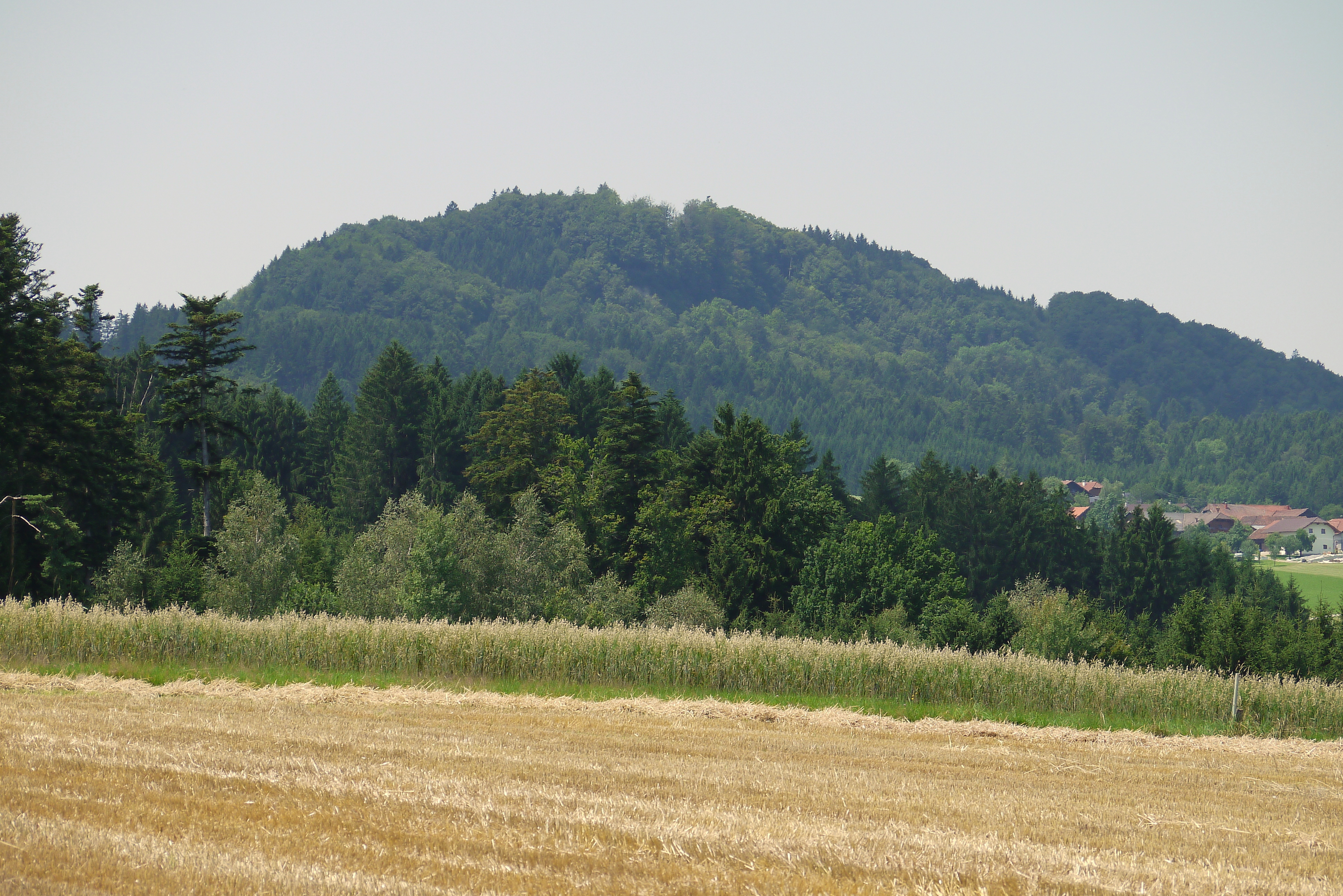

豪斯魯克山（德語：Hausruck），是奧地利的山峰，位於該國北部，由上奧地利州負責管轄，最高點格布爾貝格山海拔高度801米，山體在2,000萬年前形成。